# Senlis, Oise
Senlis là một xã thuộc tỉnh Oise trong vùng Hauts-de-France phía bắc nước Pháp. Xã này nằm ở khu vực có độ cao trung bình 76 mét trên mực nước biển. Xã có diện tích 24,05 km2.
Thị trấn có dân số 17.192 người, nằm bên sông Nonette, nhánh của sông Oise.

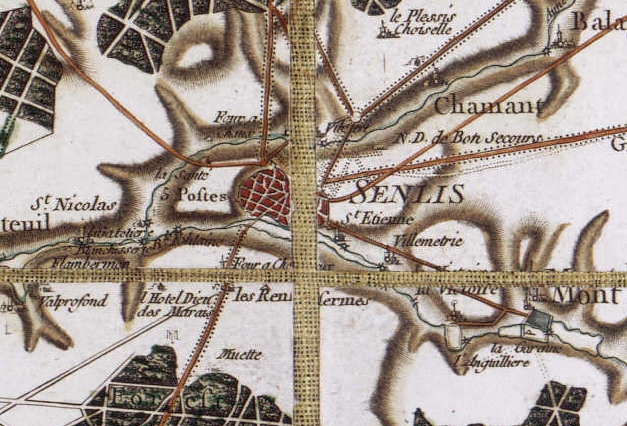
Senlis trên bản đồ thế kỷ 18

Senlis vào thời đầu La Mã gọi là Augustomagus sau này là Civitas Silvanectium ("thành phố của Silvanectes").

## Dân địa phương nổi bật
Senlis là nơi sinh của:
- Thomas Couture (1815-1879).
- Jérôme Thion.

## Kết nghĩa
- Langenfeld (Đức)
- New-Richmond (Quebec)
- Petchersk (Ukraina)
- Montale (Italia)